# 4659 Roddenberry
Roddenberry è un asteroide della fascia principale. Scoperto nel 1981, presenta un'orbita caratterizzata da un semiasse maggiore pari a 2,3697415 UA e da un'eccentricità di 0,2252938, inclinata di 2,47281° rispetto all'eclittica.
Fa parte della famiglia di asteroidi Nisa.
È stato battezzato così in onore di Gene Roddenberry, produttore televisivo ideatore di Star Trek.